# 웰링턴 피닉스 FC

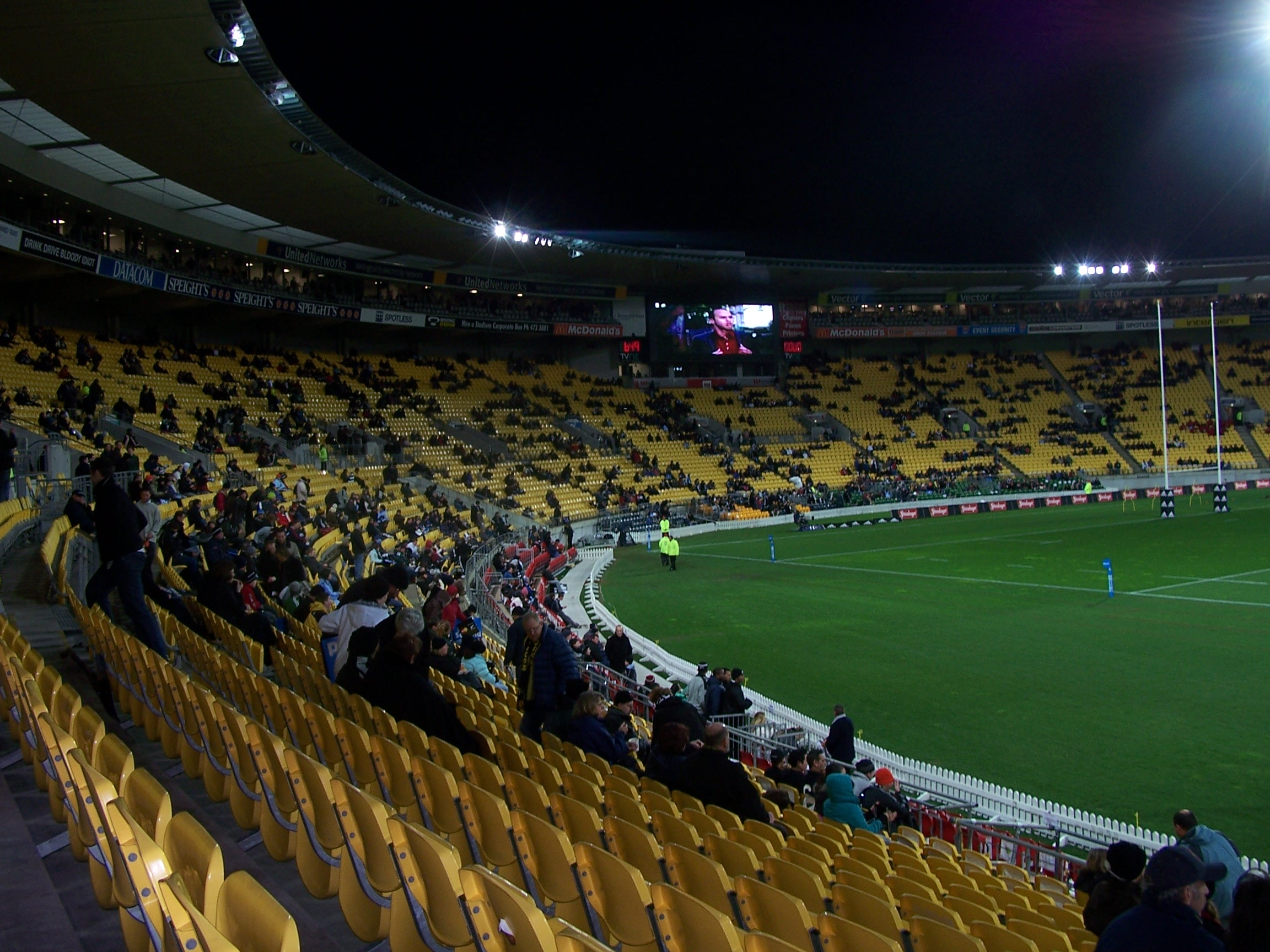

웰링턴 피닉스 FC(Wellington Phoenix FC)는 웰링턴을 연고지로 하는 뉴질랜드의 축구단이다. 웨스트팩 스타디움을 홈 구장으로 사용하고 있다. 이 클럽은 오스트레일리아의 축구 리그인 A리그에 소속되어 있으나 오세아니아 축구 연맹(OFC)의 회원국인 뉴질랜드 연고의 축구 클럽이므로 AFC 챔피언스리그에는 참가할 수 없으며 OFC 챔피언스리그에만 참가할 수 있다.

## 우승 기록

### 국내 대회

#### 컵
- A리그 프리시즌 챌린지컵

 준우승 (1): 2008

## 선수 명단

### 현역
참고: FIFA 자격 규정에 따라 소속된 국가대표팀 국기를 표시합니다. 선수는 복수의 FIFA 비회원국 국적을 가지고 있을 수 있습니다.
| 번호 | 포지션 | 국적       | 이름                  |
| ---- | ------ | ---------- | --------------------- |
| 1    | GK     | 나이지리아 | 조슈아 올루와예미     |
| 4    | DF     | 잉글랜드   | 스콧 우튼             |
| 12   | MF     | 포르투갈   | 프란시스코 제라우데스 |

| 번호 | 포지션 | 국적 | 이름            |
| ---- | ------ | ---- | --------------- |
| 25   | MF     |      | 나가사와 카즈키 |

## 같이 보기
- 풋볼 킹즈 FC